# Joanna Skowroń
Joanna Paulina Skowroń (Gorzów Wielkopolski, 16 de abril de 1979) es una deportista polaca que compitió en piragüismo en la modalidad de aguas tranquilas. Ganó once medallas en el Campeonato Mundial de Piragüismo entre los años 1999 y 2005, y seis medallas en el Campeonato Europeo de Piragüismo entre los años 2001 y 2002.

## Palmarés internacional
| Campeonato Mundial | Campeonato Mundial           | Campeonato Mundial | Campeonato Mundial |
| Año                | Lugar                        | Medalla            | Competición        |
| ------------------ | ---------------------------- | ------------------ | ------------------ |
| 1999               | Milán (Italia)               | Medalla de bronce  | K4 500 m           |
| 2001               | Poznań (Polonia)             | Medalla de plata   | K4 1000 m          |
| 2001               | Poznań (Polonia)             | Medalla de bronce  | K4 200 m           |
| 2002               | Sevilla (España)             | Medalla de oro     | K4 1000 m          |
| 2002               | Sevilla (España)             | Medalla de plata   | K2 200 m           |
| 2003               | Gainesville (Estados Unidos) | Medalla de plata   | K4 500 m           |
| 2003               | Gainesville (Estados Unidos) | Medalla de bronce  | K2 500 m           |
| 2003               | Gainesville (Estados Unidos) | Medalla de bronce  | K4 200 m           |
| 2005               | Zagreb (Croacia)             | Medalla de plata   | K4 200 m           |
| 2005               | Zagreb (Croacia)             | Medalla de plata   | K4 500 m           |
| 2005               | Zagreb (Croacia)             | Medalla de bronce  | K2 1000 m          |
| Campeonato Europeo |                              |                    |                    |
| Año                | Lugar                        | Medalla            | Competición        |
| 2001               | Milán (Italia)               | Medalla de plata   | K2 1000 m          |
| 2001               | Milán (Italia)               | Medalla de bronce  | K4 200 m           |
| 2002               | Szeged (Hungría)             | Medalla de oro     | K2 500 m           |
| 2002               | Szeged (Hungría)             | Medalla de plata   | K2 200 m           |
| 2002               | Szeged (Hungría)             | Medalla de plata   | K2 1000 m          |
| 2002               | Szeged (Hungría)             | Medalla de bronce  | K4 500 m           |